# Анабел (филм)
Анабел (енгл. Annabelle) је амерички хорор филм из 2014. године редитеља Џона Р. Леонетија. Радња је наставак филма из 2013, Призивање зла, чија се радња одвија у истом универзуму. Филм је инспирисан причом о лутки Анабели коју су чували Ед и Лорен Варен.
Главне улоге тумаче Анабела Волис, Вард Хортон и Алфри Вудард. Светска премијера филма је била одржана 29. септембра 2014. у Кини, док је у Америци 3. октобра 2014. године.
Филм је 2017. године добио наставак под називом Анабела 2: Стварање зла.

## Радња
Џон је нашао савршен поклон за своју трудну супругу, Мију – прелепу, ретку старинску лутку у белој венчаници. Али Мијино одушевљење лутком Анабел не траје дуго. Једне стравичне ноћи, њихову кућу нападну чланови сатанистичке секте. Проливена крв и ужас није једино што ће оставити за собом, али њихова недела нису ништа у поређењу са страхотама које ће изазвати зло које су ослободили... Анабел.

## Улоге
- Анабела Волис — Миа Форм
- Вард Хортон — Џон Форм
- Алфри Вудард — Евелин
- Тони Амендола — Отац Перез
- Кери Омали — Шерон Хигинс
- Брајан Хоуе — Пит Хигинс
- Ерик Ладин — Детектив Кларкин
- Ивар Брогер — Доктор Бургер
- Габриел Батеман — Роберт
- Шало Нелсон — Ненси
- Геоф Вехнер — Комшија
- Три О'Тул — Анабела Хигинс / Џенис
  - Кира Даниелс — 7-годиња Анабела Хигинс
- Робин Пирсон Роуз — Мајка
- Кемден Сингер — Службеник
- Моргана Меј — Деби
- Ејми Типтон — Камил
- Зах Папас — Рик
- Саша Шелдон — Медицинска сестра
- Кристофер Шо — Фулер
- Џозеф Бишара — Мајка Шеба